# Карел Петру
Ка́рел Петру (чеськ. Karel Petrů, 24 січня 1891 — 1949) — чехословацький футбольний тренер.

## Кар'єра тренера
Розпочав тренерську кар'єру 1931 року як помічник головного тренера збірної Чехословаччини Йожефа Фанти.
1934 року очолив тренерський штаб збірної Чехословаччини. Під його керівництвом команда провела 13 матчів, 7 з яких виграла, 4 звела внічию і 2 програла.
Під його керівництвом збірна стала срібним призером ЧС-1930, програвши у фіналі господарям турніру італійцям (1-2).
Помер 1949 року на 58-му році життя.

## Титули і досягнення
- Віце-чемпіон світу: 1934